# Emma Wikén
Emma Christina Wikén (* 1. Mai 1989 in Åsarna) ist eine ehemalige schwedische Skilangläuferin.

## Karriere
Wiken nahm bis 2012 vorwiegend an Juniorenrennen und den Scandinavian Cup teil. Bei den Juniorenweltmeisterschaften 2009 in Praz de Lys gewann sie Silber mit der Staffel. Ihr erstes Weltcuprennen hatte sie im März 2010 in Lahti, das sie mit dem 28. Platz im 15-km-Skiathlonrennen beendete und damit ihre ersten Weltcuppunkte gewann. In der Saison 2010/11 und 2011/12 hatte sie nur wenige Auftritte im Weltcup, bei den sie nur Platzierungen im Mittelfeld erreichen konnte. Bei den U23-Weltmeisterschaften 2012 in Erzurum gewann sie Silber im Sprint und Bronze im Skiathlon. In der Saison 2012/13 beendete sie die Tour de Ski 2012/13 auf den 11. Platz und erreichte in Davos mit dem vierten Platz über 10 km Freistil ihre beste Platzierung im Weltcupeinzel. Bei den nordischen Skiweltmeisterschaften 2013 im Val di Fiemme erreichte sie den 14. Rang im Skiathlon und gewann Silber mit der Staffel. Die Tour de Ski 2013/14 beendete sie auf den 17. Platz. Bei den schwedischen Skilanglaufmeisterschaften in Falun 2013 gewann sie die Goldmedaille im Skiathlon und Silber über 10 km Freistil. Sie wurde bei den Olympischen Winterspielen 2014 in Sotschi Olympiasiegerin mit der schwedischen Langlaufstaffel. Bei den schwedischen Skilanglaufmeisterschaften 2014 in Åsarna gewann sie Silber über 30 km klassisch. Zum Beginn der Saison 2014/15 belegte sie den 16. Rang bei der Nordic Opening in Lillehammer. In der Saison 2014/15 beendete sie die Tour de Ski 2015 auf dem neunten Gesamtrang und wiederholte in Toblach mit dem vierten Platz über 5 km klassisch ihre beste Platzierung im Weltcupeinzel. Bei den nordischen Skiweltmeisterschaften 2015 in Falun kam sie auf den 25. Platz im 30-km-klassisch-Massenstartrennen, den 19. Platz im Skiathlon und den 16. Rang über 10 km Freistil. In der Saison 2016/17 belegte sie den 23. Platz bei der Tour de Ski 2016/17 und den 33. Rang beim Weltcupfinale in Québec. Bei den nordischen Skiweltmeisterschaften 2017 in Lahti lief sie auf den 32. Platz im 30-km-Massenstartrennen. Die Tour de Ski 2017/18 beendete sie auf dem 14. Platz. Letztmals im Weltcup startete sie im Januar 2019 in Ulricehamn, wobei sie den 48. Platz über 10 km Freistil errang.

## Platzierungen im Weltcup

### Weltcup-Statistik
Die Tabelle zeigt die erreichten Platzierungen im Einzelnen.
- 1.–3. Platz: Anzahl der Podiumsplatzierungen
- Top 10: Anzahl der Platzierungen unter den ersten zehn
- Punkteränge: Anzahl der Platzierungen innerhalb der Punkteränge
- Starts: Anzahl gelaufener Rennen in der jeweiligen Disziplin
- Hinweis: Bei den Distanzrennen erfolgt die Einordnung gemäß FIS.

| Platzierung         | Distanzrennen a | Distanzrennen a | Distanzrennen a | Distanzrennen a | Distanzrennen a | Skiathlon Verfolgung | Sprint | Etappen- rennen b | Gesamt | Team   | Team    |
| Platzierung         | ≤ 5 km          | ≤ 10 km         | ≤ 15 km         | ≤ 30 km         | > 30 km         | Skiathlon Verfolgung | Sprint | Etappen- rennen b | Gesamt | Sprint | Staffel |
| ------------------- | --------------- | --------------- | --------------- | --------------- | --------------- | -------------------- | ------ | ----------------- | ------ | ------ | ------- |
| 1. Platz            |                 |                 |                 |                 |                 |                      |        |                   |        |        |         |
| 2. Platz            |                 |                 |                 |                 |                 |                      |        |                   |        |        |         |
| 3. Platz            |                 |                 |                 |                 |                 |                      |        |                   |        |        | 1       |
| Top 10              | 1               | 5               |                 | 1               |                 | 5                    |        | 2                 | 14     |        | 6       |
| Punkteränge         | 7               | 25              | 3               | 1               |                 | 21                   | 2      | 8                 | 67     |        | 6       |
| Starts              | 15              | 32              | 4               | 3               |                 | 31                   | 18     | 13                | 116    |        | 6       |
| Stand: Karriereende |                 |                 |                 |                 |                 |                      |        |                   |        |        |         |

### Weltcup-Gesamtplatzierungen
| Saison  | Gesamt | Gesamt | Distanz | Distanz | Sprint | Sprint |
| Saison  | Punkte | Platz  | Punkte  | Platz   | Punkte | Platz  |
| ------- | ------ | ------ | ------- | ------- | ------ | ------ |
| 2009/10 | 4      | 120.   | 4       | 93.     | -      | -      |
| 2010/11 | -      | -      | -       | -       | -      | -      |
| 2011/12 | 13     | 83.    | 13      | 61.     | -      | -      |
| 2012/13 | 359    | 21.    | 225     | 20.     | 18     | 56.    |
| 2013/14 | 298    | 21.    | 178     | 16.     | -      | -      |
| 2014/15 | 394    | 16.    | 241     | 14.     | 7      | 68.    |
| 2015/16 | 31     | 67.    | 31      | 42.     | -      | -      |
| 2016/17 | 125    | 47.    | 93      | 33.     | -      | -      |
| 2017/18 | 184    | 36.    | 112     | 24.     | -      | -      |